# Verba
Verba – polski zespół muzyczny pochodzący z Piły, którego początki sięgają 1997.
Powstał z grupy Squad Centralny. Początkowo Bartłomiej Kielar (Bartas) i Ignacy Ereński (Ignac) reprezentowali różne style muzyczne takie jak house, elektro i jungle, z elementami popu. Produkcją muzyczną zajmował się głównie Bartas. Teksty pisał najpierw Ignac, później obaj.
Pierwsza legalna płyta „Ósmy marca” (na koncie mają także 3 nielegale) wydana przez UMC Records przyniosła im popularność. Duet nagrał 16 płyt, w tym 12 albumów studyjnych i 4 składanki. Stworzyli także 20 teledysków do swoich utworów. Zespół jest laureatem wielu nagród muzycznych.
Od 2012 roku zamiast Ignacego Ereńskiego w zespole razem z Bartasem śpiewa Przemysław Malita.
W 2021 roku zespół obchodził swoje 25-lecie działalności. Z tej okazji 29 sierpnia 2021 roku w Warszawie odbył się zlot fanów z całej Polski. W tym samym roku zespół wydał cztery części serii „Młode wilki” (15–18).

## Historia

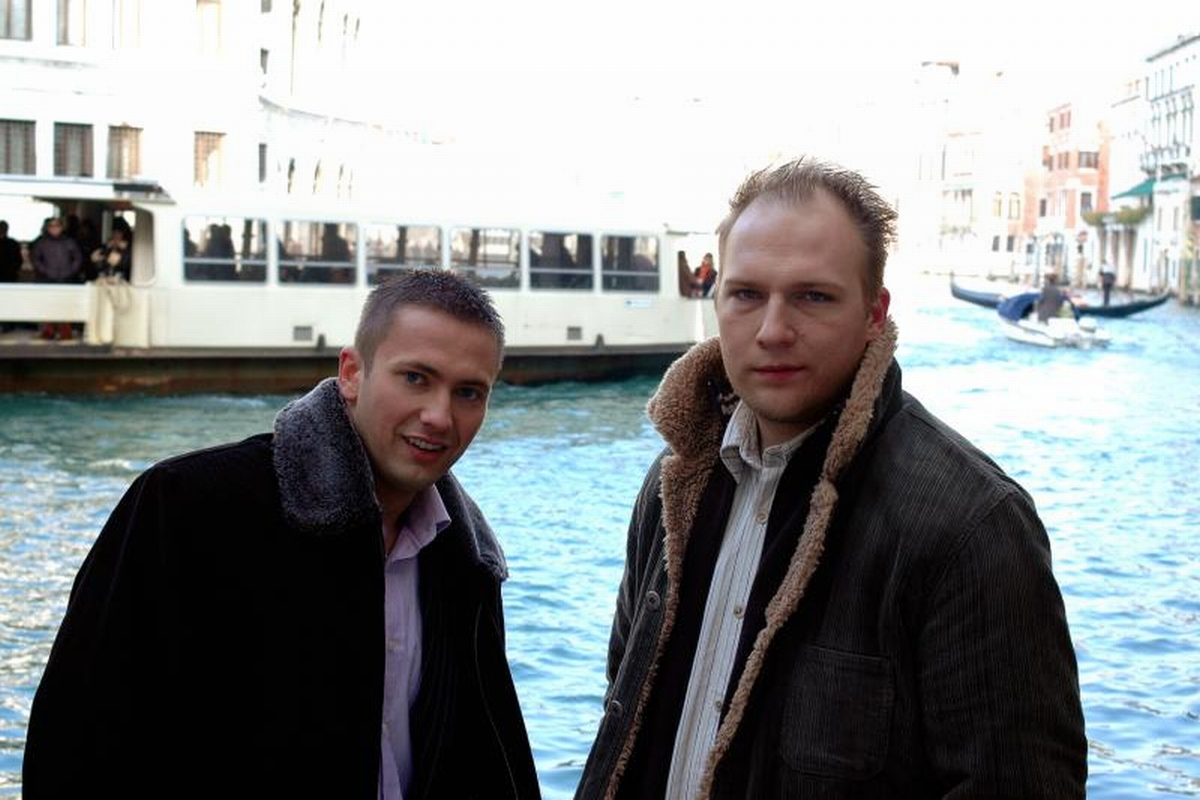
Zdjęcie muzyków z Wenecji
(Plan teledysku „Mogliśmy”)

BRAx2 – pierwsza formacja, z której później wykształciła się Verba. Powstała w 1997 roku. Składała się ona z 3 osób: Ignaca, Wiktora i Witka. Wkrótce przekształciła się w grupę Mechanizm.
Mechanizm – następca BRAx2. Powstał w 1998 roku. Zespół składał się z 4 osób: Ignaca, Wiktora, Bikera i Ryniasa. Zajął się produkcją muzyki hip-hopowej. Zebrany materiał został nagrany na 2 tzw. „demówkach”. Po krótkim czasie rozpadł się. Jednak członkowie nie zaprzestali działalności i wkrótce stworzyli nową grupę hip-hopową Squad Centralny.
Squad Centralny – następca pilskiego składu hip-hopowego Mechanizmu. Został założony w 2000 roku. W skład grupy wchodzili: Ignac, Maciej Tylka (Tylas) i Bartas (producent muzyczny). Nagrali oni tzw. nielegal „Squad Centralny. Pierwsze natarcie”. Po rozpowszechnieniu się płyty wśród pilskich słuchaczy do zespołu dołączył Wiktor. Następnie powstało „Drugie Natarcie Squadu Centralnego”. Gościnnie śpiewała z nimi Natalia. Planowane było również wydanie „Trzeciego Natarcia Squadu Centralnego”, jednak projekt ten nie został dokończony. Powstała demówka „To na tyle”. W 2003 roku doszło do opuszczenia grupy przez Tylasa i Wiktora (którzy zajęli się produkcją „Gangland”). Produkcja nie doszła jednak do skutku, co doprowadziło do rozpadu grupy Gangland.
W 2003 roku Ignacy Ereński i Bartłomiej Kielar utworzyli grupę VerbaFreniX, która wyprodukowała m.in. 2 teledyski: „Chora miłość” i „Wiem jak to jest (RMX)”. W 2005 roku duet przyjął nazwę Verba i z biegiem czasu przestał tworzyć hip-hop. W 2012 Ignacy Ereński odszedł z zespołu. Razem z Bartkiem zaczął śpiewać Przemysław Malita.

## Dyskografia
Albumy studyjne
| Ósmy marca                               | - Data: 8 marca 2005 - Wydawca: UMC Records      | 13 | - POL: 4 tys.+ |
| Dwudziesty pierwszy listopada            | - Data: 21 listopada 2005 - Wydawca: UMC Records | 40 | - POL: 4 tys.+ |
| Trzydziesty października                 | - Data: 30 października 2006 - Wydawca: My Music | 14 |                |
| Szósty grudnia                           | - Data: 6 grudnia 2007 - Wydawca: My Music       | 36 |                |
| Młode wilki                              | - Data: 6 kwietnia 2009 - Wydawca: My Music      | 46 |                |
| Nie łam mi serca                         | - Data: 27 listopada 2009 - Wydawca: My Music    | –  |                |
| 21 marca                                 | - Data: 21 marca 2011 - Wydawca: My Music        | 80 |                |
| 14 lutego                                | - Data: 14 lutego 2013 - Wydawca: My Music       | 30 |                |
| Miłość i przyjaźń                        | - Data: 21 stycznia 2014 - Wydawca: My Music     | 10 |                |
| Historie twojego życia                   | - Data: 17 marca 2015 - Wydawca: My Music        | 19 |                |
| Związane oczy mam (oraz Sylwia Przybysz) | - Data: 29 lipca 2016 - Wydawca: My Music        | 3  |                |
| Przerwana linia życia                    | - Data: 26 maja 2017 - Wydawca: My Music         | 4  |                |
| Kartki Twojego pamiętnika                | - Data: 20 kwietnia 2018 - Wydawca: My Music     | 16 |                |
| W moim sercu (oraz Sylwia Przybysz)      | - Data: 6 grudnia 2018 - Wydawca: My Music       | 22 |                |
| Jesienne scenerie (oraz Amy Maniak)      | - Data: 22 listopada 2019 - Wydawca: My Music    | 23 |                |
| Legenda Młodych Wilków                   | - Data: 28 maja 2021 - Wydawca: My Music         | 6  |                |
| 30 października – 15 lat później         | - Data: 3 grudnia 2021 - Wydawca: My Music       |    |                |
|                                          |                                                  |    |                |
| „–” album nie był notowany.              |                                                  |    |                |

Kompilacje
| Największe przeboje         | - Data: 21 kwietnia 2006 - Wydawca: My Music  | 11 |
| Największe przeboje vol.2   | - Data: 5 marca 2007 - Wydawca: My Music      | 37 |
| The Greatest Hits           | - Data: 5 września 2008 - Wydawca: My Music   | –  |
| Best of the Best            | - Data: 20 listopada 2015 - Wydawca: My Music | –  |
| „–” album nie był notowany. |                                               |    |

Notowane utwory
| „Nic więcej”                              | 2005 | 13 | 1  | –  | Ósmy marca                    |
| „Pamiętasz”                               | 2005 | –  | 2  | 14 | Ósmy marca                    |
| „Zaopiekuj się mną” (gościnnie: Rezerwat) | 2005 | 37 | 3  | –  | Dwudziesty pierwszy listopada |
| „Ten czas”                                | 2005 | –  | 2  | –  | Dwudziesty pierwszy listopada |
| „Mogliśmy”                                | 2006 | –  | 8  | 30 | Dwudziesty pierwszy listopada |
| „Młode wilki 3”                           | 2006 | –  | 5  | –  | Trzydziesty października      |
| „Ten czas”                                | 2006 | –  | 12 | –  | Największe przeboje vol.2     |
| „Życie”                                   | 2007 | –  | 12 | –  | Największe przeboje vol.2     |
| „Widziałem Twoje oczy”                    | 2007 | –  | 8  | –  | Największe przeboje vol.2     |
| „–” utwór nie był notowany.               |      |    |    |    |                               |

Single
| Tytuł                                                | Rok  | Certyfikat                | Album             |
| ---------------------------------------------------- | ---- | ------------------------- | ----------------- |
| Verba – „Najważniejsza” (gościnnie: Sylwia Przybysz) | 2015 | - POL: 2x platynowa płyta | Best of the Best  |
| „Związane oczy mam” (oraz Sylwia Przybysz)           | 2016 | - POL: platynowa płyta    | Związane oczy mam |
| „To dla ciebie pragnę żyć” (oraz Sylwia Przybysz)    | 2016 | - POL: 2x platynowa płyta | Związane oczy mam |
| „Rozmyślam noc i dzień” (oraz Sylwia Przybysz)       | 2016 | - POL: platynowa płyta    | Związane oczy mam |
| „Wierzyłam w nas” (oraz Sylwia Przybysz)             | 2016 | - POL: platynowa płyta    | Związane oczy mam |
| „Zakazana miłość” (gośc. hemmerling)                 | 2021 | - POL: złota płyta        |                   |

## Nagrody i nominacje

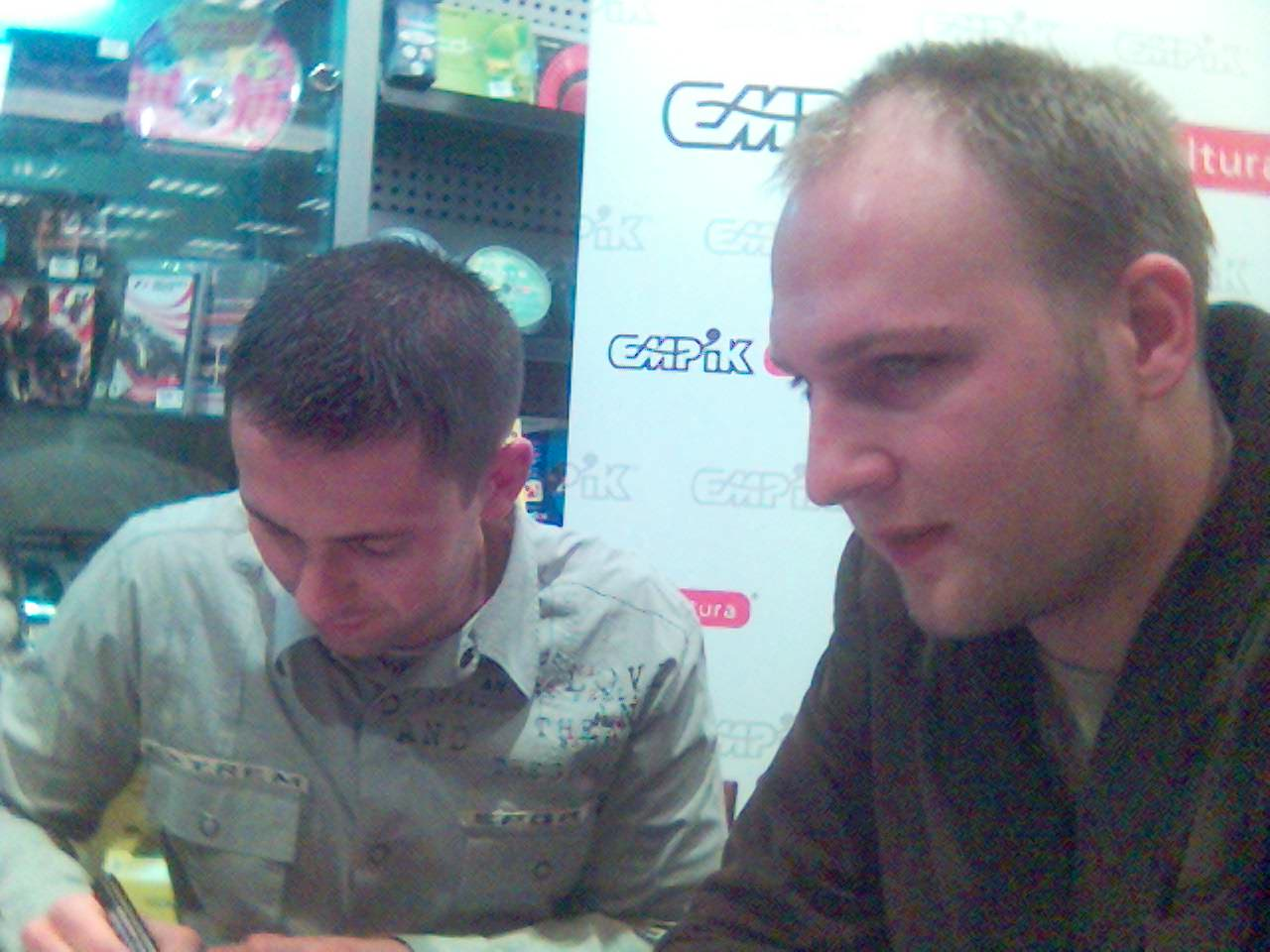
Zdjęcie wokalistów z Legnicy (Galeria Piastów)

| Rok  | Kategoria            | Tytułem                       | Nagroda                | Nota       |
| ---- | -------------------- | ----------------------------- | ---------------------- | ---------- |
| 2005 | Album hip hop        | Ósmy marca                    | Superjedynki           | Nominacja  |
| 2006 | Debiut roku          | Verba                         | Eska Music Awards 2006 | Laur       |
| 2006 | Album roku           | Ósmy marca                    | Eska Music Awards 2006 | Nominacja  |
| 2006 | Zespół Roku          | Verba                         | Eska Music Awards 2006 | Nominacja  |
| 2006 | Hip-hop – Polska     | Verba                         | Mikrofony Popcornu     | 2. miejsce |
| 2006 | Zespół Roku – Polska | Verba                         | Mikrofony Popcornu     | 3. miejsce |
| 2006 | Album hip-hop        | Dwudziesty pierwszy listopada | Superjedynki           | Laur       |
| 2006 | Zespół pop           | Verba                         | Bravoora 2006          | 3. miejsce |